# Let US-Bangla Airlines 211
Let US-Bangla Airlines 211 byl pravidelný mezinárodní let společnosti US-Bangla Airlines z bangladéšského letiště Dháka do letiště Tribhuvan v nepálském Káthmándú. Dne 12. března 2018 v 14:15 lokálního času (UTC 8:30) havaroval letoun Bombardier Dash 8 Q400 (imatrikulace S2-AGU) při přistávání. Na palubě bylo 71 lidí, přičemž 51 zemřelo a zbylých 20 utrpělo zranění. Letadlo bylo zničeno požárem, navíc se rozpadlo na několik kusů. Podle předběžných závěrů vyšetřování byla důvodem havárie chyba v komunikaci mezi věží a piloty, kteří „přistávali" 1700 metrů před runwayí.
Jde o doposud nejhorší leteckou nehodu bangladéšských aerolinií a nejhorší leteckou nehodu typu Bombardier Dash 8.